# Chaceley
Chaceley ou Chaseley é uma vila e paróquia civil situada a 8 mi (13 km) ao norte de Gloucester, no distrito de Tewkesbury, condado de Gloucestershire, Inglaterra. Em 2011, a paróquia tinha 125 habitantes. A paróquia faz fronteira com Deerhurst, Eldersfield, Forthampton, Tewkesbury e Tirley.

## Pontos de interesse
Existem 20 edifícios marcados em Chaceley e uma igreja dedicada a São João Batista.

## História
O nome "Chaceley" pode significar 'Ceatta' ou 'Ceadda'; ced 'madeira' ou cediw, 'madeira de teixo'. Chaceley foi "Chaddeslcia" no século XII, "Chaddeslega" no século XIII e "Chaseley" no século XVII. Em 1931, a paróquia foi transferida de Worcestershire para Gloucestershire. No dia 1 de abril de 1965 foram transferidos 44 acres para a paróquia de Eldersfield.